# Perrysburg (Nowy Jork)
Perrysburg – miasto w Stanach Zjednoczonych, w stanie Nowy Jork, w hrabstwie Cattaraugus.